# Roa
Roa – rodzaj morskich ryb z rodziny chetonikowatych. Hodowane w akwariach morskich.
Występowanie : wody oceaniczne

## Klasyfikacja
Gatunki zaliczane do tego rodzaju:
- Roa australis
- Roa excelsa
- Roa jayakari